# Brandzeichen

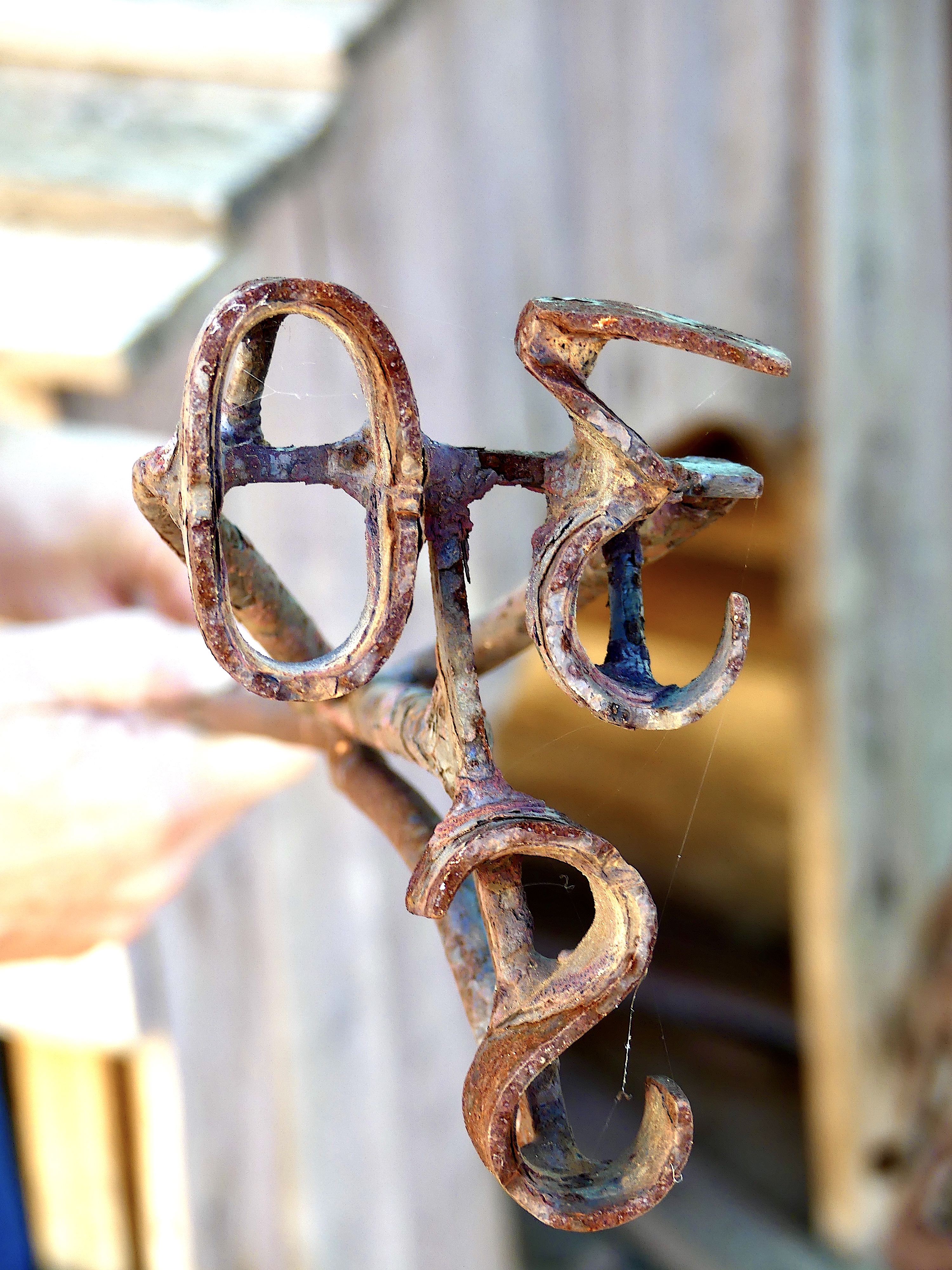
Brandeisen mit dem Zeichen "30S" auf einer Rinderfarm in Namibia

Ein Brandzeichen ist ein mittels eines erhitzten oder auf Minusgrade gekühlten Gegenstandes – insbesondere eines sogenannten Brandeisens – in die Haut oder einen Gegenstand eingebrachtes Merkmal. Der Begriff „Branding“, der für den Aufbau und die Weiterentwicklung einer Marke gebraucht wird, geht auf die Praxis des Brandzeichnens zurück.

## Brandzeichen bei Tieren

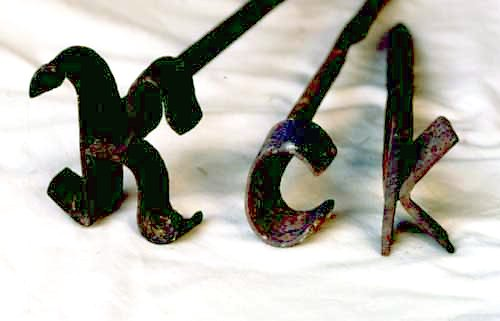
Brandeisen

Ein Brandzeichen dient bei Pferden und Rindern der Kennzeichnung. Während eine Ohrmarke der amtlichen Kennzeichnung und Registrierung von Tieren dient, markieren Brandzeichen die Zugehörigkeit zu einer Tierrasse oder – selten und mit anderen Zeichen – zu einem Eigentümer.

### Brandzeichen bei Pferden

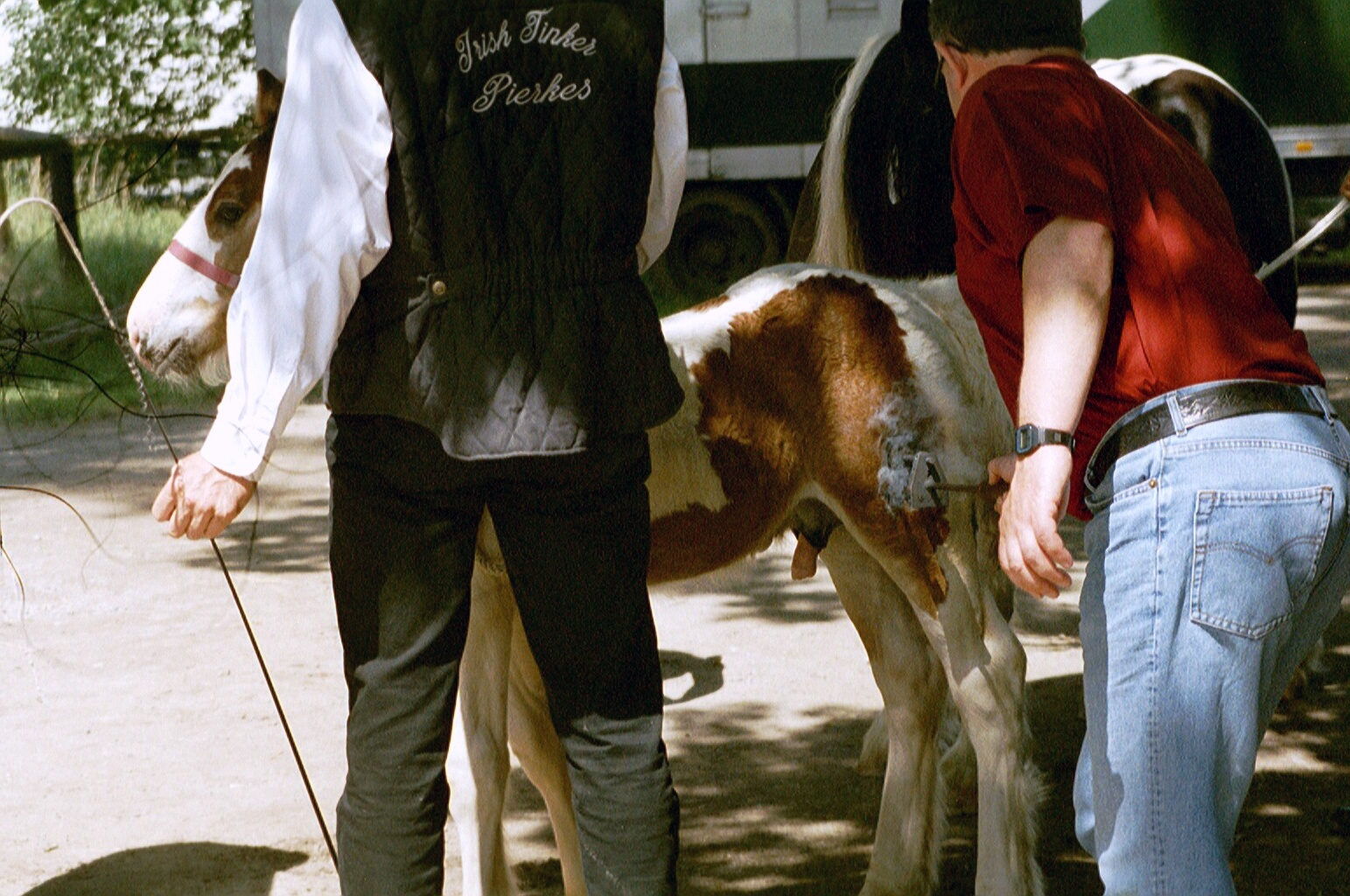
Brennen bei einem Tinkerfohlen

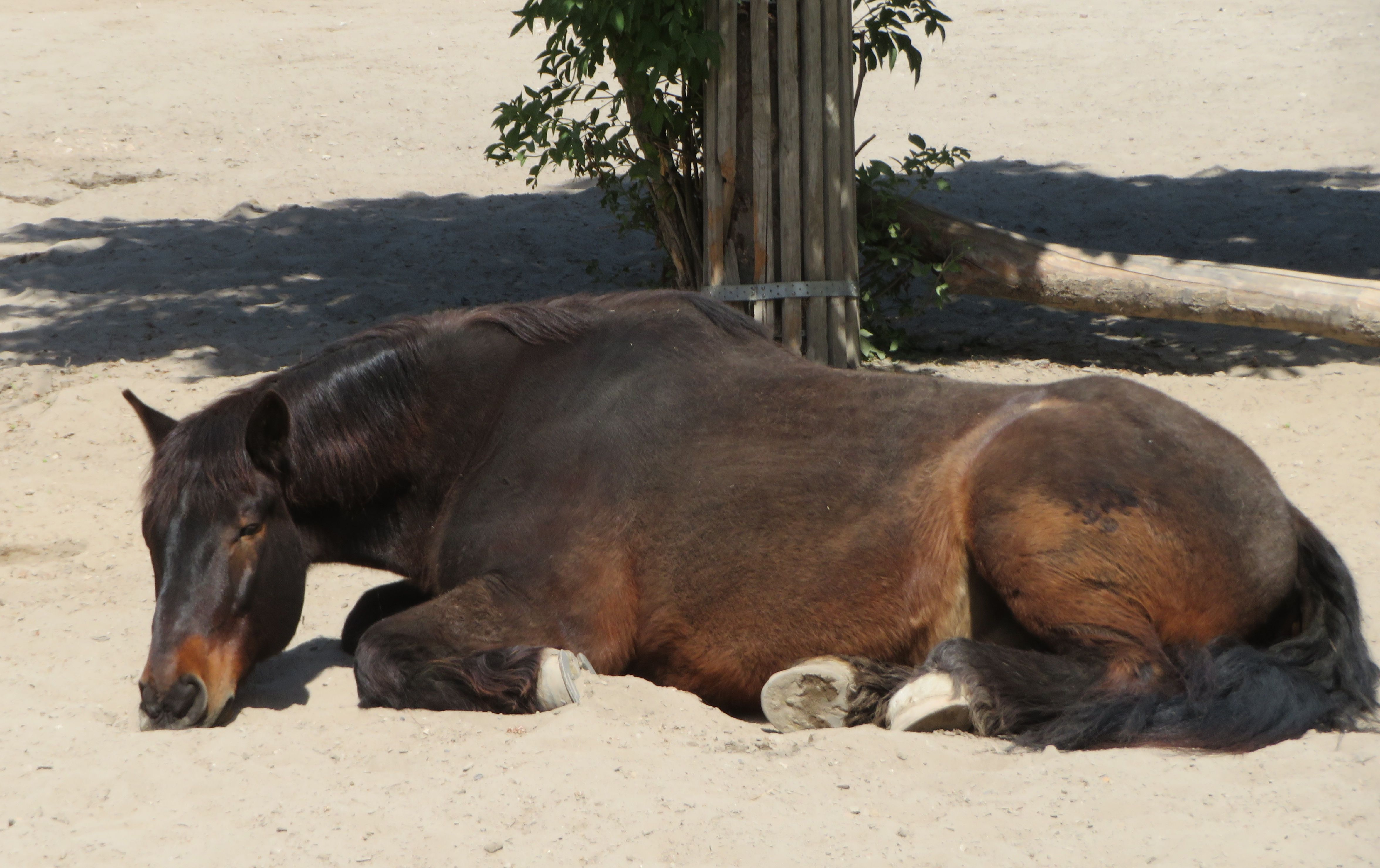
Süddeutsches Kaltblut mit Brandzeichen auf dem Oberschenkel

Beim Zuchtbrand wird mittels eines heißen Eisens (Heißbrand) das Brandzeichen aufgebrannt. Es bildet sich Narbengewebe, wodurch das Zeichen sichtbar bleibt. Alternativ wird beim Kaltbrand mit einem durch flüssigen Stickstoff auf rund −80 °C abgekühlten Eisen (Kaltbrand) ein Zeichen in die oberen Hautschichten eingebrannt, welches die pigmentbildenden Zellen (Melanozyten) zerstört. Durch die fehlenden Pigmentzellen kann an diesen Stellen nur noch weißes Fell nachwachsen, d. h., es bleibt das Brandzeichen sichtbar.
Am häufigsten findet man heute beim Pferd Rassebrände, die von einem Zuchtverband vergeben werden. Diese sind oftmals mit einem Nummernbrand ergänzt, welcher der besseren Identifikation dient. Weiterhin gibt es Eintragungsbrände, die bei Eintragung in ein Zuchtregister verwendet werden. In einigen Zuchten werden alle Tiere eines Züchters durch ein Züchterbrandzeichen gekennzeichnet. Bei Gestüten spricht man in diesem Zusammenhang von Gestütbrandzeichen. Brandzeichen, die den Besitzer kennzeichnen, wurden bei freilaufenden Herden verwendet (zum Beispiel Rinderherden im Westen der USA).

Bei Pferden werden Brandzeichen meistens auf der linken Hinterhand (Rassebrände) angebracht. Weitere Stellen sind die rechte Hinterhand (Gestütsbrände), Sattellage (Nummernbrände), Halsseite (Eintragungsbrände) und die Ganaschen (Lipizzaner). 

Brandzeichen in der Pferdezucht
Anglo-Araber Doppel-A im Schild
Arabisches Vollblut
Bayerisches Warmblut
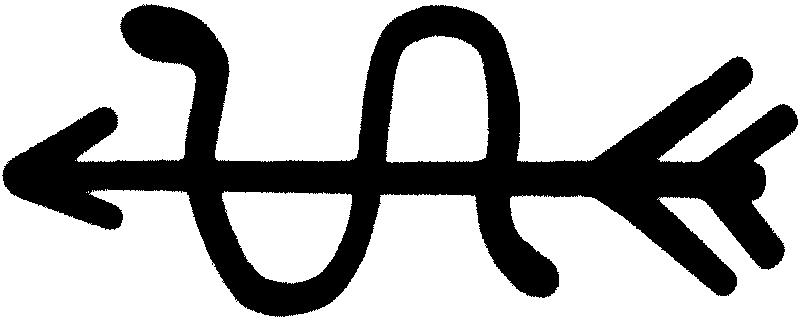
Deutsches Sportpferd Um Pfeil gewundene Schlange
Hannoveraner
Holsteiner
Noriker
Oldenburger
Polnisches Warmblut Fohlenbrand
Polnisches Warmblut Eintragungsbrand
Schweres Warmblut im Zuchtverband Sachsen-Thüringen
Trakehner
Westfalenbrände
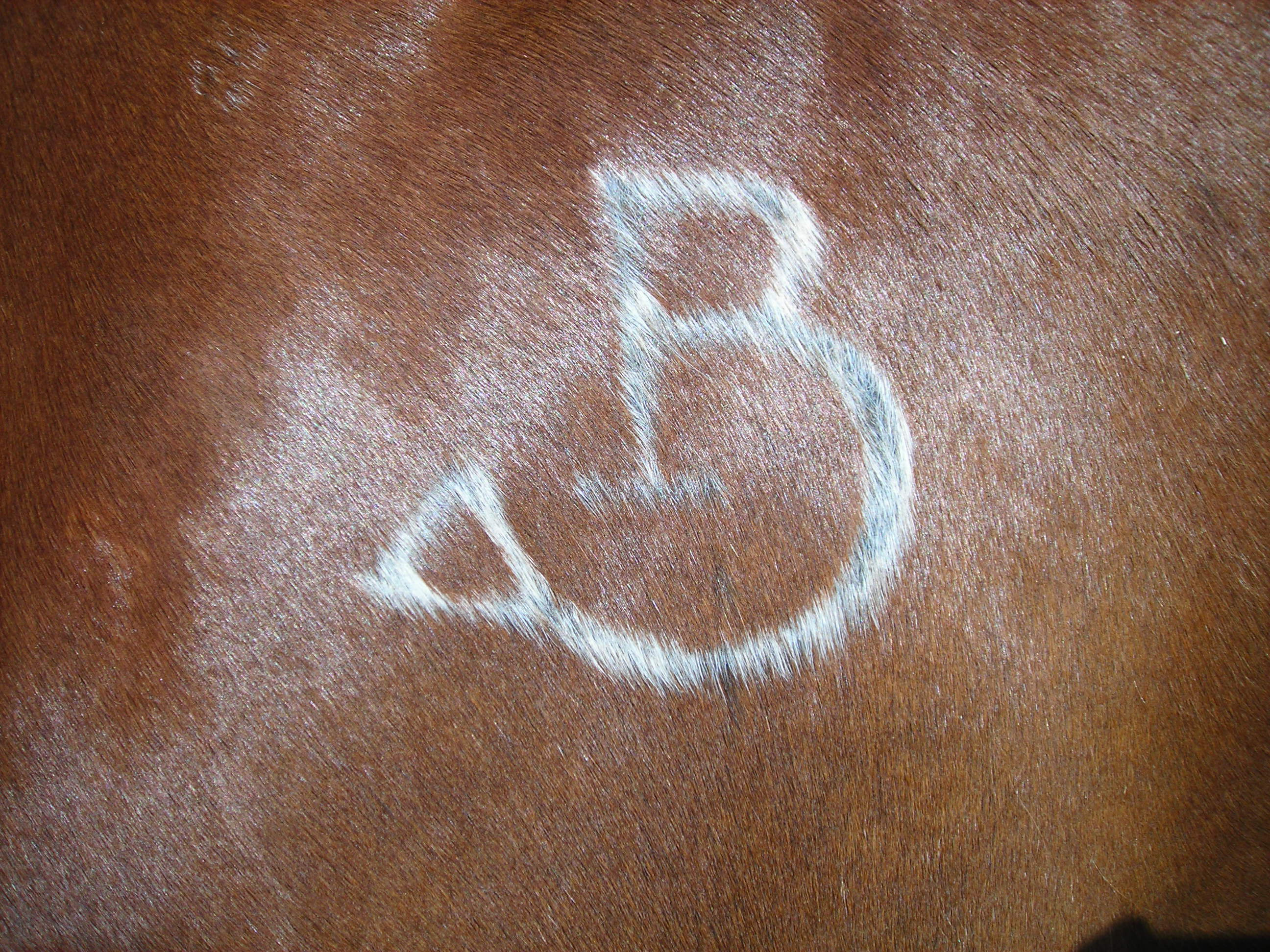
Kaltbrand

### Kontroverse
Seit Einführung des Mikrochips zur Kennzeichnung von Pferden gerät das Brennen in den Fokus einer Tierschutz-Diskussion. Mehr Einigkeit besteht bei der Beurteilung des Brands an anderen Körperstellen, denn der Halsbrand, der Brand in der Sattellage und der Brand auf der Ganasche verursachen häufiger Komplikationen. Die Schweizer Armee verbot ab 2019 die Heißprägung von allen Pferden und Maultieren der Armee.

#### Argumente gegen den Schenkelbrand
Es wird aufgeführt, dass der Schenkelbrand bei Fohlen Verbrennungen dritten Grades verursacht. Die Jungtiere zeigten oft wochenlang Schmerzsymptome und seien nach der Verletzung durch den Heißbrand oft verstört, ihr Saug- und Spielverhalten sei beeinträchtigt.
Eine Studie der Universität von Kopenhagen schätzte das Brennen für die Tiere schmerzhafter ein als die Injektion eines Mikrochips.
Beim Brennen könnten Fehler unterlaufen, dadurch könne der Brand langfristig schlecht lesbar sein.

#### Argumente für den Schenkelbrand
Von Seiten der Dermatologie wird aufgeführt, dass die äußere Haut von Säugetieren evolutionsbedingt auf Verletzungen vorbereitet sei. Die kurz- und langfristigen Auswirkungen des Chippens eines Transponders auf Gesundheit und Psyche der Pferde sei hingegen unbekannt. Die Implantation von Chips könne zu erheblichen Komplikationsraten führen.
Beim Schenkelbrand sei die Haut in der Region des Brandes zwar vernarbt, es seien jedoch keine Anzeichen von Entzündung zu finden. Anders sei dies beim Chippen: Der Chip würde als Fremdkörper von Gewebe ummantelt, verbunden mit entzündlichen Abläufen. Hautverletzungen wie beim Brennen würden problemlos abheilen. Hingegen empfinde der Körper den Chip lebenslang als störend. Im schlimmsten Fall bilde er eitrige Geschwüre, um den Chip abzustoßen.
Zudem wird das Wandern des Mikrochips im Pferdekörper als Argument aufgeführt. Manche Chips seien nach einiger Zeit überhaupt nicht mehr aufzufinden. Andere wanderten beispielsweise in die Nähe des Genicks, was zu Problemen führe, wenn das Pferd den Hals biegen soll.

### Rechtslage in Deutschland

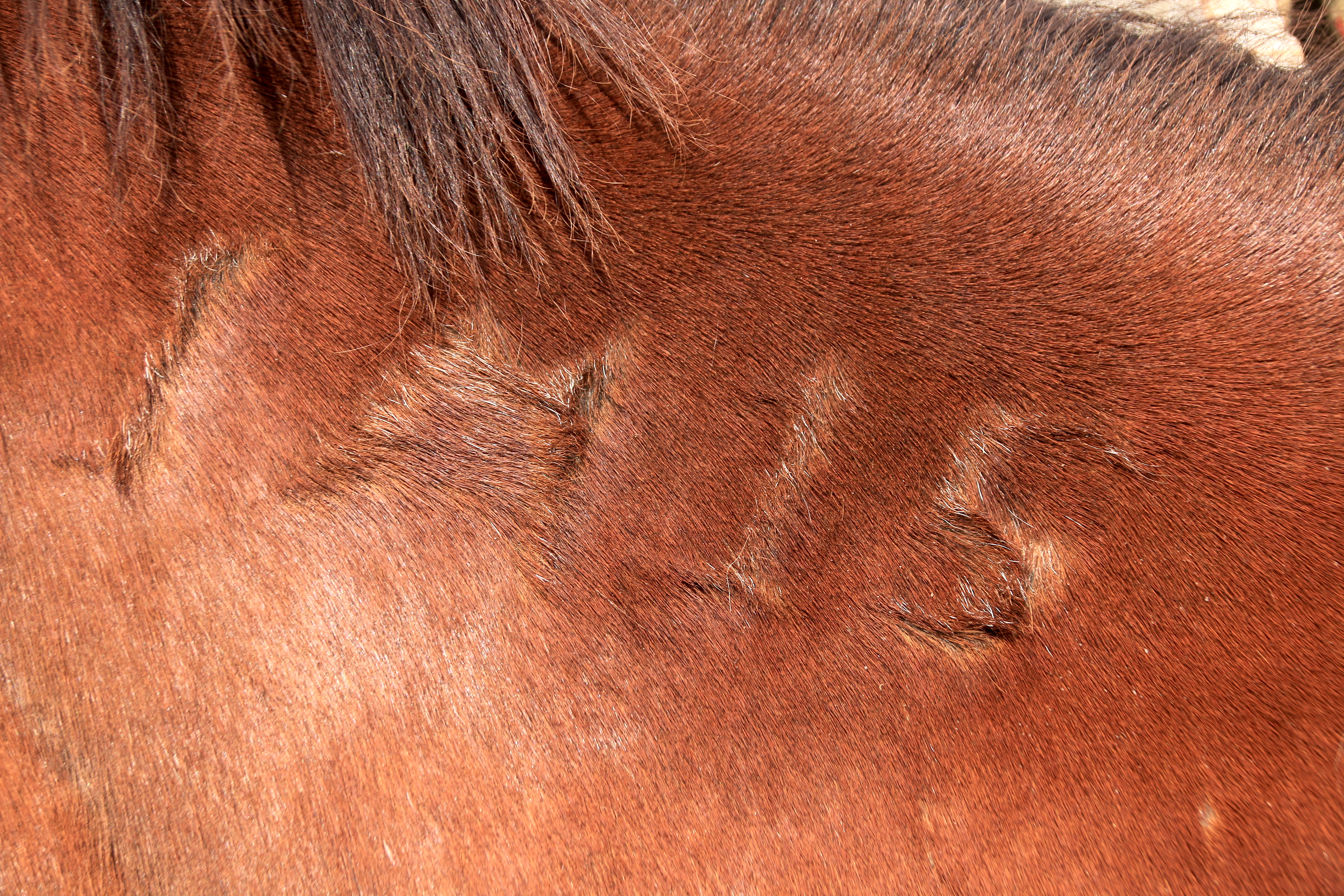
Brandzeichen am Hals eines Maultieres

Brandzeichen sind als Methode zur Kennzeichnung und Identifizierung von Pferden nach dem Tierschutzgesetz zulässig. Die mit dem Brennen einhergehenden, auch mit Schmerzen verbundenen Zerstörungen von Geweben sind zwar nach § 6 Abs. 1 Satz 1 Tierschutzgesetzes (TierSchG) grundsätzlich verboten. Aus § 6 Abs. 1 Satz 1b Tierschutzgesetzes (TierSchG) folgt für den Pferde-Schenkelbrand eine Ausnahme des Verbots, Gewebe eines Wirbeltieres zu zerstören. Die Rechtslage hat sich 2013 jedoch so verändert, dass eine vormals existente Ausnahme nach § 5 Abs. 3 TierSchG aufgehoben wurde und der Schenkelbrand nach § 5 Abs. 1 TierSchG nur noch unter Betäubung zulässig ist. 
In Dänemark wurde das Brennen 2010 verboten.
Die deutsche Bundeslandwirtschaftsministerin Ilse Aigner hatte 2012 eine Ergänzung des Tierschutzgesetzes eingebracht, welche die bisherige Ausnahmeregelung im Tierschutzgesetz bezüglich des Schenkelbrandes aufheben sollte und im Herbst 2012 in Kraft treten sollte. Ende Oktober 2012 wurde Christel Happach-Kasan, agrarpolitische Sprecherin der FDP, zitiert, dass ein Verbot des Brandzeichens vom Tisch sei. Der Bundestag beschloss den Erhalt des Heißbrandes, bis 2018 durfte dies betäubungslos erfolgen.
Seit dem 1. Januar 2019 dürfte die Kennzeichnung per Brandzeichen nur noch unter lokaler Betäubung vorgenommen werden. Da für Pferde in Deutschland kein entsprechendes Anästhetikum zugelassen ist, ist der Heißbrand de facto (vorerst) nicht mehr erlaubt.

## Brandzeichen beim Menschen

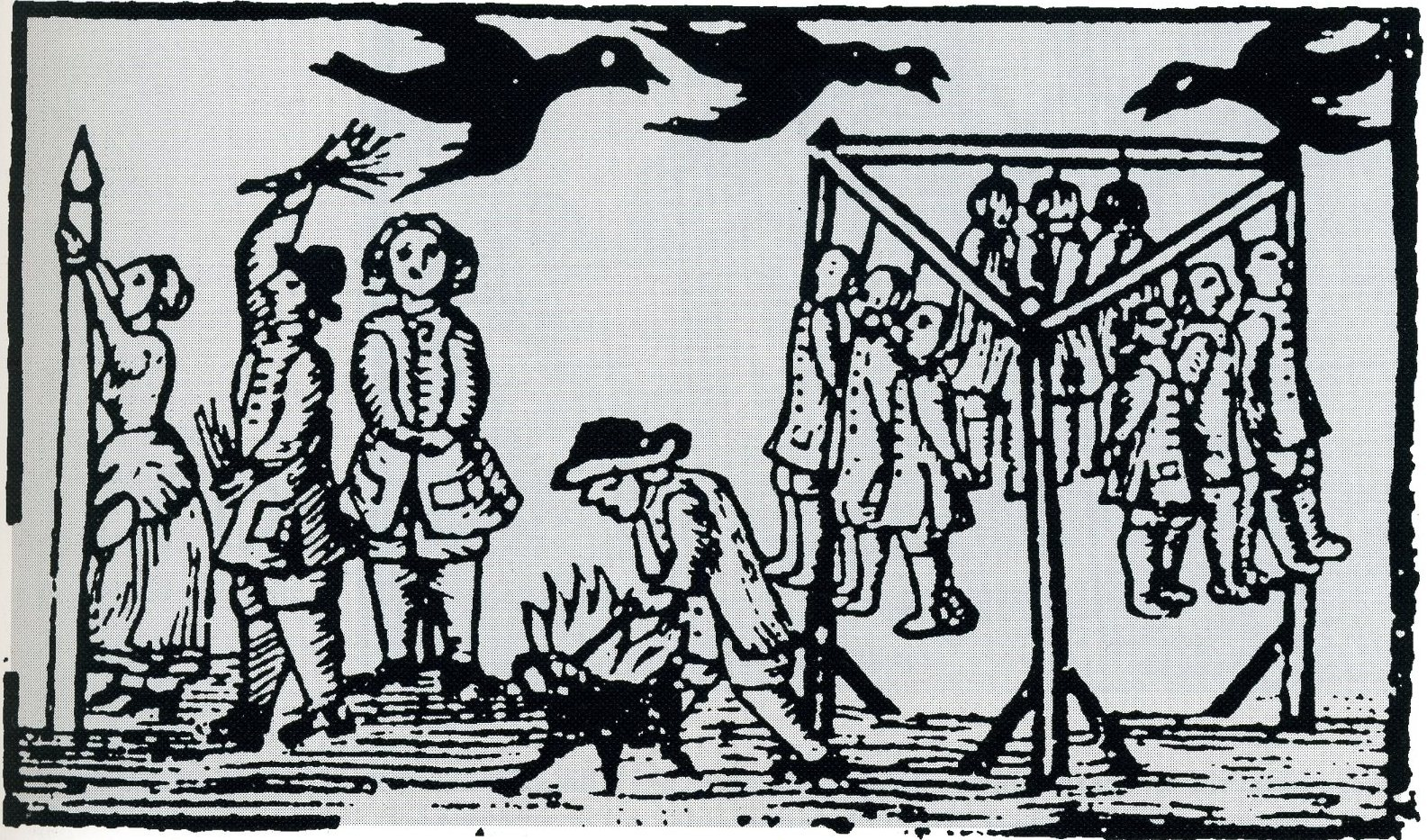
Auspeitschung und Brandmarkung einer Diebin (links), Dänemark, 18. Jahrhundert (die neun männlichen Mittäter wurden gehängt)

Historisch wurden auch Menschen gebrandmarkt: Bis ins 19. Jahrhundert wurde manchen Verbrechern als Leibesstrafe ein Brandmal eingebrannt. In der Antike, aber auch weit in die Neuzeit hinein wurden Brandmale versklavten Menschen zugefügt, beispielsweise in der Sklaverei in Amerika. 
Im späten 20. Jahrhundert kam Branding als Form der Körpermodifikation in Mode, wobei Schmucknarben in die Haut eingebrannt werden.

## Brandzeichen auf Gegenständen

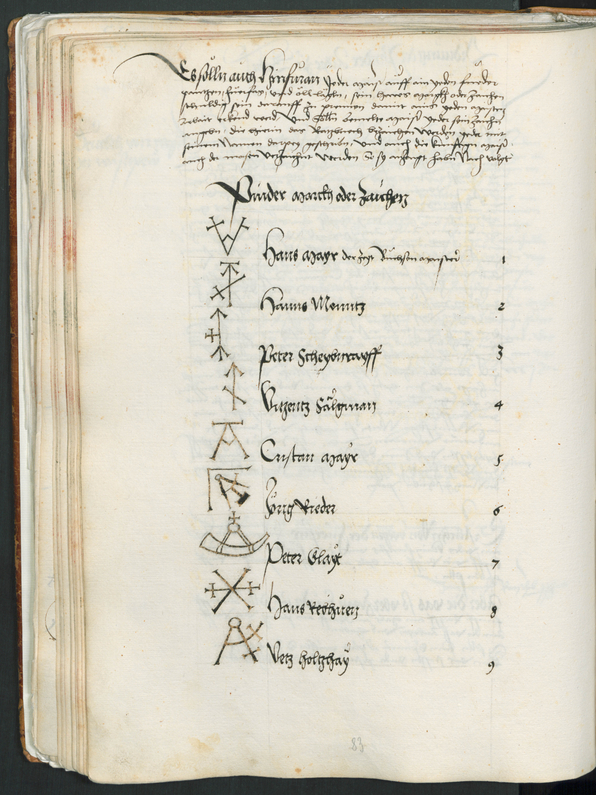
Brandzeichen der Bozener Küfer (Fassbinder) aus dem Jahr 1518 (Bozner Stadtbuch)

Brandzeichen werden auch mithilfe eines Brennstempels in geschlagenes Holz oder Holzwaren wie Europaletten oder Fässer gesetzt. Stuhlmacher und Tischler zeichneten ihre hergestellten Möbel mit Brandzeichen, privilegierte Hofstuhlmacher brannten neben das Meisterzeichen eine Krone. Heutzutage werden Brandzeichen als Lasermarkierung zur Kennzeichnung bei Tachometern, Fleecejacken, Golfbällen, Hi-Fi-Boards, Juwelen, Geschirr oder Tabletten eingesetzt.
„Brandzeichen“ im Sinne von Porzellanmarken und markenartigen Kennzeichen anderer Keramik (z. B. Steingut, Fayence, Steinzeug) werden nicht durch Brandeisen aufgebracht, sondern durch Blindstempel, Aufmalen oder Aufstempeln eines Zeichens vor dem Brennen.